# Valeria Bystritskaia

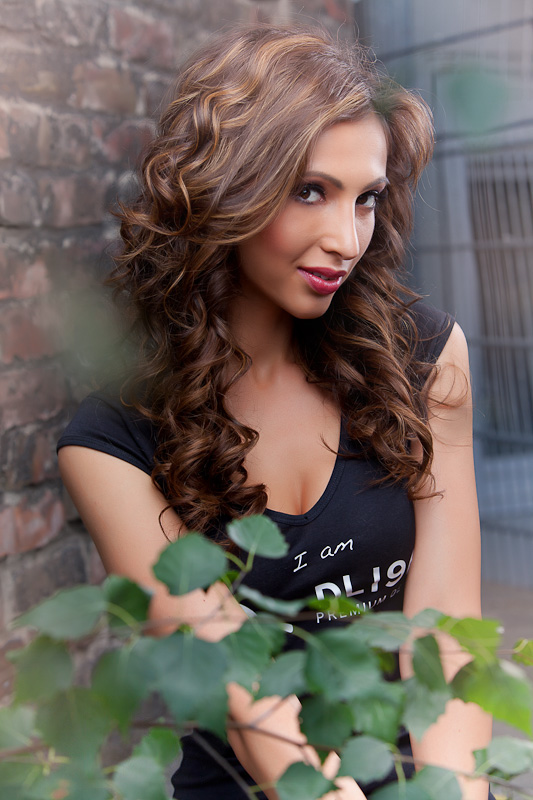
Valeria Bystritskaia, 2011

Valeria Bystritskaia (* 20. Juni 1986 in Moskau, Sowjetunion) ist eine russisch-deutsche Schönheitskönigin (Miss Universe Germany 2011), Model und Schauspielerin.

## Leben
Bystritskaia wurde in Russland als Tochter eines russischen Vaters und einer ukrainisch-jüdischen Mutter geboren. Wegen des zunehmenden Antisemitismus in Russland kam sie 1993 im Alter von sieben Jahren  mit ihren Eltern nach Deutschland, wo sie in Karlsruhe ansässig war und in der Schule als Ausländerin gemobbt wurde. Im Alter von 17 Jahren wurde sie von einer Modelagentur entdeckt und nahm an Schönheitswettbewerben teil. Sie studierte 2010 Germanistik und Kunstgeschichte.
Bei der Wahl Miss Universe Germany-Endrunde anlässlich der Berlin Fashion Week  wurde sie am 7. Juli 2011 im Alter von 25 Jahren  zur Miss Universe 2011 in Deutschland gewählt. Sie nahm an der Wahl zur Miss Universum 2011 am 12. September 2011 in São Paulo, Brasilien teil, kam jedoch nicht unter die besten 16. Obwohl sie ihre jüdische Herkunft nicht in die Öffentlichkeit trug, wurde sie nach ihrem Sieg bei der Wahl zur Miss Universe Germany antisemitisch beleidigt. Daraufhin setzte sie ab 2013 ihre Modelkarriere in den USA fort.  Sie lebt in New York City. 2017 heiratete sie einen US-amerikanischen Unternehmer aus einer jüdischen Familie.